# Jorge Saudinós
Jorge Saudinós Sacristán' (Madrid, 17 de julio de 1971) es un actor y director de doblaje español.

## Biografía
Jorge Saudinós nació en Madrid el 17 de julio de 1971, es hijo de Antonio Saudinós y hermano de Álex Saudinós, actor de doblaje también. A los 16 años ya se apuntó a la escuela de doblaje de Apadema con su hermano Alex, con 19 años ya hizo su primer doblaje en la serie de José Ángel de Juanes llamada Corcel Negro, en Abaira.
Saudinós reconoce que el doblaje que más le ha costado es el papel de Justin en Los Magos de Waverly place, dado que es un personaje que con el paso de los episodios se ha ido complicando ya que es muy dado a gesticular, habla muy rápido y con muchos cambios de ritmo y de matices. Sin embargo, el que más le ha gustado es el de Oliver Atom en Campeones.

## Trayectoria laboral
Jorge Saudinós es un reconocido actor de doblaje que dio sus primeros pasos en el mundo del doblaje en la escuela Apadema en 1987, donde pasó tres años formándose durante su estancia. A partir de principios de los años 90 empezó su primer trabajo como actor de doblaje en la serie El corcel Negro, interpretando al personaje Tom. También ejerció otros papeles en la serie de televisión Drama criminal, Interpretando al novio de chica webster, y en la película El planeta de las arenas ardientes como voz adicional.
A partir del 1996 comenzaría a doblar sus primeras series de dibujos animados, siendo Atom de Supercampeones (1996) uno de los primeros personajes que dobló en el mundo de la animación. También prestó voz a Zoro Ronoa de One Piece (2002), y Shikamaru Nara de Naruto (2006). Dichos papeles harían que Jorge Saudinós ocupará un lugar importante en el mundo del doblaje.
Durante mediados de los años noventa va forjando poco a poco su carrera como actor de doblaje, adquiriendo más fama y reconocimiento. Es así que en 1997 comienza su primer trabajo en doblaje de videojuegos, siendo el título Broken Sword II: Las fuerzas del mal.
En ese mismo año empezó a ejercer sus primeras labores como director de doblaje, siendo el videojuego Aymun al rescate uno de los primeros trabajos que dirigió. También ha ejercido dicha labor en diferentes formatos; Documentales: Leyendas del salvaje oeste: Wyat Earp, la vendetta de Tombstone; Series TV: Los caballeros del zodiaco (Saint Seiya); Cine de animación: El hijo de bigfoot; Películas: Enamorándose en Vermont.
Actualmente sigue activo, se centra más en su labor como director de doblaje pero aún continúa con la labor principal de interpretar.

## Voces habituales en doblaje
En todas las series y películas en las que ha participado o dirigido se ha destacado por dar vida a múltiples personajes (ya sean personajes reales o de dibujos animados). Pese a ello, tiene actores a los que les da vida en la gran mayoría de ocasiones en las que dichos actores participan en una serie o película. A los que normalmente suele prestar su voz son: Shawn Ashmore, Lucas Grabeel, Rick (I) Gonzalez y John (XXIV) Bradley.

## Filmografía destacada[5]
Mighty Morphin Power Rangers (1993)
-Richie. [Actor Original: Maurice Mendoza]
Los Cuatro Fantásticos (1994)
-Johnny Storm/ La Antorcha Humana. [Actor Original: Quinton Flynn]
Super Fénix (1994)
-Visnu Tiki. [Actor Original: Tsutomu Kashiwakura]
Sailor Moon S (1996)
-Johnny (Episodio 112) [Actor Original: Nobuyuki Hiyama]
Superman (1996)
-Joven. (Capítulo 36) [Actor Original: Marc Robinson]
Supercampeones (1996)
-Oliver Atom. [Actor Original: Nozomu Sasaki]
Slayers (Reena y Gaudi) (1998)
-Harás Raîs. [Actor Original: Tetsuya Iwanaga]
La Tribu (1999)
-Ryan. [Actor Original: Ryan Runciman]
Pokémon (1999)
-Profesor Alden. [Actor Original: Yasunori Matsumoto]
-Morrison. [Actor Original: Masako Nozawa]
-Vito Estratega. [Actor Original: Kenichi Suzumura]
-Evian. [Actor Original: Motoki Takagi]
-Azure. [Actor Original: Hiroyuki Yoshino]
-Ranger Verán. [Actor Original: Tatsuya Hasome]
-Rodney. [Actor Original: Subaru Kimura]
-Angus. [Actor Original: Kenji Akabane]
-Ridley. [Actor Original: Shuhei Sakaguchi]
-Chico Pelirrojo. (Capítulo 16 de la 4ª Temporada) [Actor Original: Kenichi Suzumura]
-Brad Van Darn. [Actor Original: Nobutoshi Canna]
-Lance. [Actor Original: Susumu Chiba]
-Koji. [Actor Original: Akio Suyama]
X-Men: Días del Futuro Pasado (2000)
-Bobby Drake. [Actor Original: Shawn Ashmore]
Sakura, Cazadora de cartas (2000)
-Yue. [Actor Original: Megumi Ogata]
Padre de Familia (2001)
-Kevin Swanson. [Actor Original: Scott Grimes]
Las Aventuras de Jackie Chan (2001)
-Hsi Wu. [Actor Original: André Sogliuzzo]
Detective Conan (2002)
-Doctor Araide. [Actor Original: Hideyuki Hori]
-Shiina Takano "Two Mix". [Actor Original: Maayuki Omoro]
-Sawai. [Actor Original:Kenichi Ogata]
-Inspector Yamamura. [Actor original: Toshio Furukawa]
Smallville (2002)
-Conner Kent. [Actor Original: Lucas Grabeel]
-Zan. [Actor Original: David Gallagher]
-Bronson. [Actor Original:Elias Toufexis]
-Ben Meyers [Actor Original: Christopher Jacot]
Digimon Frontier (2002)
-Gazimon.
-LuceMon Modo Caído. [Actor Original: Ryusei Nakao]
Transformers Armada (2002)
-Red Alert. [Actor Original: Ikuya Sawaki]
-Sideswipe. [Actor Original: Nobuyuki Kobushi]
-Tidal Wave. [Actor Original: Jin Yamanoi]
One Piece (2002)
-Zorro Ronoa (Roronoa Zoro) [Actor Original: Kazuya Nakai]
-Don Segundo. [Actor Original: Kazuki Yao]
-Perla. [Actor Original: Hiroyuki Kawamoto]
-Lucky Roux. [Actor Original: Jin Domon]
-Raoul, el tabernero. [Actor Original: Koji Yada]
-Chuu. [Actor Original: Masaya Onosaka]
-Yorki. [Actor Original: Yasunori Masutani]
-Matsuge el camello. [Actor Original: Kappei Yamaguchi]
-Kamyu. [Actor Original: Takumi Yamazaki]
-Toto. [Actor original: Masaaki Tsukada]
-Kotori. [Actor Original: Yasuhito Takato]
Campeones hacia el Mundial (2002)
-Oliver Atom. [Actor Original: Tomokazu Seki]
Transformers Energon (2004)
-Superion Maximus. [Actor Original: Isshin Chiba]
-Padlock. [Actor Original: Desconocido]
Totally Spies. (2003)
-David. [Actor Original: Darryl Kurylo]
Bo-bobo (2004)
-Granizado de Té. [Actor Original: Kenji Hamada]
-Halón Diablo adulto. [Actor Original: Daisuke Sakaguchi]
-Poeta. [Actor Original: Hiro Shimono]
-Jedah. [Actor Original: Keiji Hirai]
-Kanemaru. [Actor Original: Katsuyuki Konishi]
-Garabato (Capítulo 76)
-Calendario.
Power Rangers S.P.D (2005)
-Sky Tate, el ranger azul. [Actor Original: Chris Violette]
Crónicas Pokémon (2005)
-Kam. [Actor Original: Yugo Takahashi]
Pokémon Mundo Misterioso: Exploradores del Tiempo y la Oscuridad (2007)
-Corphish. [Actor Original: Nobutoshi Canna]
Naruto. (2006)
-Shikamaru Nara. [Actor Original: Showtaro Morikubo]
- Neji Hyuga. [Actor Original: Koichi Tochika]
Prison Break (2006)
- David "Tweener" Apolskis. [Actor Original: Lane Garrison]
High School Musical (2006)
-Ryan Evans. [Actor Original: Lucas Grabeel]
DC Universe Online (2011)
-Kyle Rayner. [Actor Original: Robert S. Fisher]
-Nightwing. [Actor Original: Joey Hood]
Detective Conan: Capturado en sus ojos. (2011)
-Toshiya Odagiri. [Actor Original: Hisao Egawa]
El Intrépido Batman (2011)
-Geo. [Actor Original: Andy Milder]
Átomo. [Actor Original: James Sie]
Transformers Prime (2011)
-Jack Darby. [Actor Original: Josh Keaton]
La Joven Liga de la Justicia (2012)
-Roy Harper/Flecha Roja. [Actor Original: Crispin Freeman]
Transformers: Prime [Segunda temporada] (2013)
-Vehicon. [Actor original: Desconocido]
Inazuma Eleven Go: Luz/Sombra (2014)
-Voces adicionales. [Actor original: Desconocido]
The seven deadly sins [Primera Temporada] (2015)
-Voces adicionales. [Actor original: Desconocido]
Canta (2016)
-Sapo. [Actor original: Desconocido]
Eye candy (2017)
-Mark. [Actor original: Thibaut Evard]
Inmersión (2018)
-René. [Actor original: Desconocido]
Pokemon: Mewtwo contraataca - Evolución (2019)
-Fergus. [Actor original: Hiroyuki Yoshino]
Distanciamiento físico (2020)
-Corey. [Actor original: Asante Blackk]

## Premios
El 25 de febrero de 2017 participó en la gala de entrega de premios Take de doblaje en La Sala de Cámara del Auditorio Príncipe Felipe de Oviedo. El 25 de septiembre de 2020 fue clasificado como finalista en los Premios ATRAE dentro de la categoría de "Mejor traducción y adaptación para doblaje de película estrenada en cine" participando en la adaptación de la película Al agua gambas.

## Curiosidades[4]
Jorge ha mencionado en numerosas ocasiones que le gusta que la gente que habla el idioma nativo de la producción que pueda ver la serie, la película o lo que sea en el idioma original mientras que no es partidario de que una persona que no entiende el idioma nativo de la producción la vea con subtítulos, dice que es una pena que una persona que sepa el idioma la vea doblada porque siempre se pierden cosas.
También ahora se está centrando un poco más en su faceta de director de doblaje pero sigue ejerciendo su labor como actor de doblaje.
Además ha mencionado también que no fue la primera opción para su papel como actor de doblaje en juego de tronos, pero que por problemas de agenda con otro actor el personaje fue para él. Dice que tiene que modificar su voz, además de las respiraciones, la poca soltura en el caso de que el actor no tenga la suficiente seguridad pero que eso va cambiando dependiendo de la voz del actor al que dobla y de su seguridad, ya que no es lo mismo un actor novato que tiene más vergüenza a la hora de actuar que un actor ya consolidado.
Actualmente, está de director de doblaje, también está con series de anime de Netflix, dirige Madres forzosas y cree que va a llegar a la cuarta temporada, también está con Bigfoot family, estrenada en marzo de este año.